# Candonocypris pugionis
Candonocypris pugionis är en kräftdjursart som beskrevs av N. C. Furtos 1936. Candonocypris pugionis ingår i släktet Candonocypris och familjen Cyprididae. Inga underarter finns listade.